# Marvin Upshaw
Marvin Upshaw (Robstown, Texas; 22 de noviembre de 1946-Modesto, California; 4 de junio de 2024) fue un jugador estadounidense de fútbol americano que jugó nueve temporadas con tres equipos en la NFL en la posición de defensive end. Era hermano de Gene Upshaw, que también jugó en la NFL.

## Carrera
A nivel universitario jugó para los Trinity Tigers por tres temporadas hasta que en 1968 fue seleccionado en la posición 21 global por los Cleveland Browns. Dos temporadas más tarde pasó a jugar con los Kansas City Chiefs con quien jugó seis temporadas para retirarse con los St. Louis Cardinals en 1976.